# Anello inguinale superficiale
L'anello inguinale superficiale, detto anche sottocutaneo o esterno, è l'orifizio d'uscita del canale inguinale. Questa struttura è delimitata da fascetti provenienti dalla porzione inferiore dell’aponeurosi del muscolo obliquo esterno; in particolare il pilastro laterale s’inserisce sul tubercolo pubico, quello mediale raggiunge la sinfisi pubica e il posteriore raggiunge la cresta pettinea controlaterale. Il pilastro mediale e quello laterale costituiscono una lunga fessura che è chiusa lateralmente da fibre arcuate dette intercrurali.